# Mondouzil
Mondouzil (okzitanisch: Montdosilh) ist eine  französische Gemeinde mit 213 Einwohnern (Stand: 1. Januar 2022) im  Département Haute-Garonne in der Region Okzitanien. Sie gehört zum Arrondissement Toulouse und zum Kanton Toulouse-10. Die Einwohner werden Mondouziliens genannt.

## Geografie
Mondouzil liegt etwa neun Kilometer ostnordöstlich von Toulouse. Umgeben wird Mondouzil von den Nachbargemeinden Beaupuy im Norden, Lavalette im Osten, Mons im Süden, Pin-Balma im Westen und Südwesten sowie Montrabé im Westen und Nordwesten. 

## Bevölkerungsentwicklung
| 1962                      | 118 |
| 1968                      | 119 |
| 1975                      | 119 |
| 1982                      | 126 |
| 1990                      | 137 |
| 1999                      | 218 |
| 2006                      | 219 |
| 2013                      | 242 |
| Quelle: Cassini und INSEE |     |

## Sehenswürdigkeiten

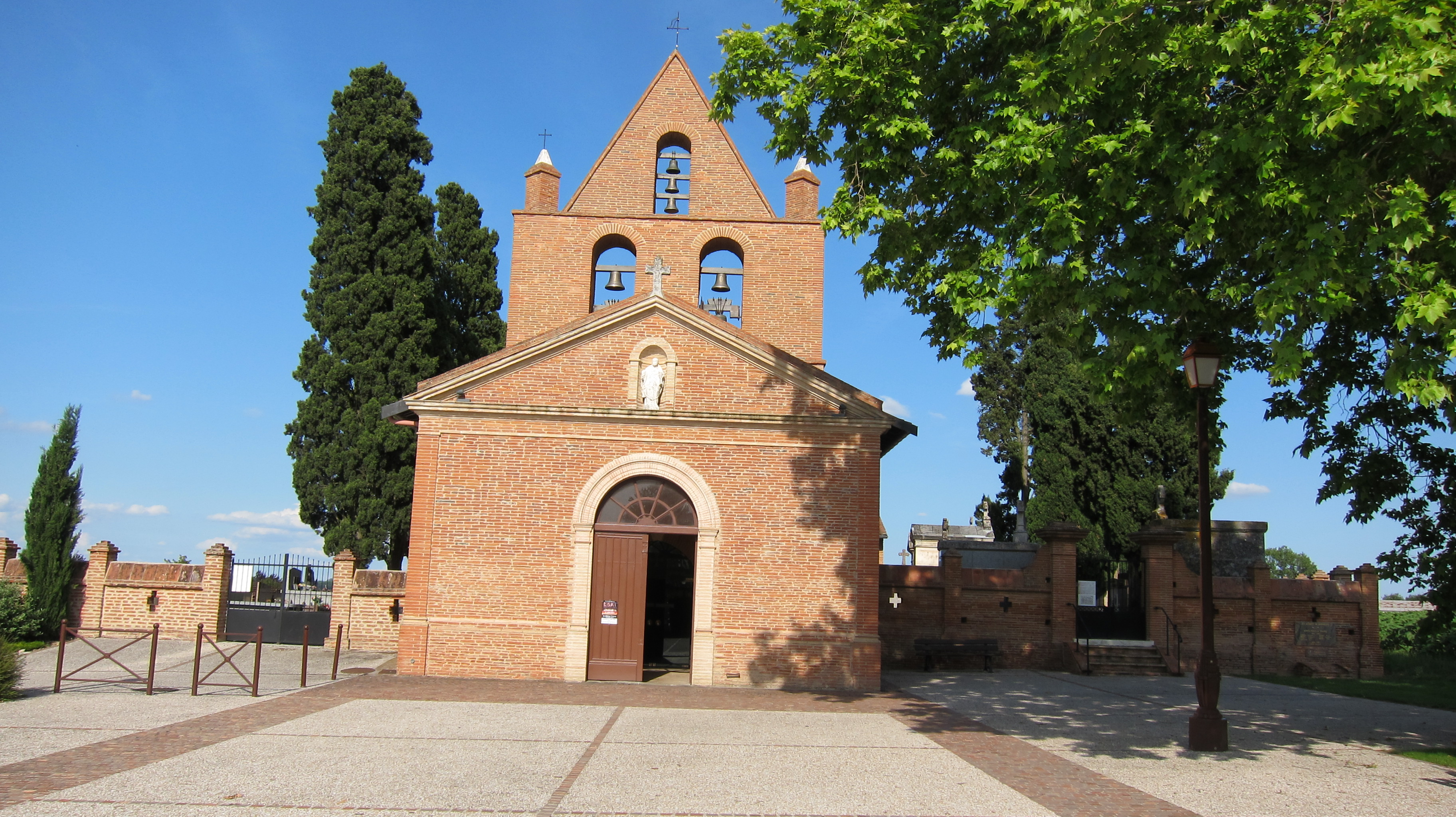
Kirche Saint-Martial

- Kirche Saint-Martial